# Бер Крик (Флорида)
Бер Крик (енгл. Bear Creek) насељено је место без административног статуса у америчкој савезној држави Флорида.

## Демографија
По попису из 2010. године број становника је 1.948.
| Група             | 2000.    | 2010.         |
| Белци             | 0 (0,0%) | 1.749 (89,8%) |
| Афроамериканци    | 0 (0,0%) | 46 (2,4%)     |
| Азијати           | 0 (0,0%) | 43 (2,2%)     |
| Хиспаноамериканци | 0 (0,0%) | 85 (4,4%)     |
| Укупно            | 0        | 1.948         |